# K.A.S. Eupen
El Königliche Allgemeine Sportvereinigung Eupen (més conegut simplement com a Eupen) és un club belga de futbol de la ciutat d'Eupen a la Comunitat Germanòfona de Bèlgica, a la província de Lieja. Competeix actualment a la primera divisió belga, i juga com a local al Kehrwegstadion.

## Història
El K.A.S. Eupen es va fundar el 1945 producte de la fusió entre el Jugend Eupen i l'FC Eupen 1920.
Van assolir la Belgian Pro League la temporada 2010-11.
El juny de 2012, va comprar el club el govern de Qatar, que també té el Paris Saint-Germain FC. L'Acadèmia Aspire va dir que intentaria fer servir el club com una rampa de llançament a Europa pels joves sorgits dels seus planters a Àfrica, Sud-amèrica, i Àsia.
Eupen va acabar segon a la segona divisió belga 2015–16, i va ascendir a la màxima categoria del futbol belga per segon cop en la seva història, i s'hi va mantenir per primera vegada.